# Falsonerdanus Švihlai
Falsonerdanus Švihlai là một loài bọ cánh cứng trong họ Oedemeridae. Loài này được Akiyama miêu tả khoa học năm 2001.